# استاماتیس کوکوتاس
استاماتیس کوکوتاس (به یونانی: Σταμάτης Κόκοτας) (زاده ۲۳ مارس ۱۹۳۷ - درگذشته ۱ اکتبر ۲۰۲۲) یک خواننده فولکلور یونانی بود.

## زندگی و کارها
کوکوتاس، فرزند یک پزشک و متولد آتن، برای تحصیل پزشکی به پاریس نقل‌مکان کرد و در آنجا با استاوروس خارچاکوس دوست شد. استاوروس خارچاکوس او را با موسیقی آشنا کرد و در آغاز حرفه‌اش نقش داشت. او در سال ۱۹۶۶ با آهنگ «Στου Όθωνα τα χρόνια» («در روزهای پادشاه اوتو») شروع به کار کرد. دیگر موفقیت‌های مهم او شامل آهنگ‌های «Όνειρο απατηλό» («رؤیای وهمی») و «Γιέ μου» («پسرم») است. از همکاری‌های او می‌توان به دیموس موتسیس، آنتونیو کاتیناریس، یورگوس خادزیناسیوس، Apostolos Kaldaras، جورج زامپتاس و جیانیس اسپانوس اشاره کرد.
کوکوتاس پس‌از چهار سال مبارزه با سرطان در ۱ اکتبر ۲۰۲۲، در سن ۸۵ سالگی در آتن درگذشت.